# Палмер, Чарльз (дзюдоист)
Чарльз Палмер (англ. Charles Palmer; 15 апреля 1930, Илинг, Мидлсекс — 17 августа 2001, Великобритания) — британский мастер боевых искусств. Палмер был инструктором по дзюдо, президентом Будокай (англ.), президентом Британской ассоциации дзюдо (1961—1985), президентом Международной федерации дзюдо (1965—1979) и председателем Олимпийского комитета Великобритании (1983—1988). В 1996 году Международной федерацией дзюдо Чарльзу Палмеру был присвоен высший, 10-й дан по дзюдо, красный пояс.
Награждён рыцарским орденом Британской империи.